# Rudka (Mydlita)
Rudka (dodatkowa nazwa w j. kaszub. Rudczi) – przysiółek wsi Mydlita w Polsce, położony w województwie pomorskim, w powiecie bytowskim, w gminie Czarna Dąbrówka.
W latach 1975–1998 przysiółek administracyjnie należał do województwa słupskiego.